# 约翰·D·克雷斯勒
约翰·D·克雷斯勒（英語：John D. Cressler，1961年—）是一位美国物理学家和科普作家，佐治亚理工学院教授，主要科普作品有《硅星球：微电子学与纳米技术的革命》（Silicon Earth: Introduction to the Microelectronics and Nanotechnology Revolution）等。